# 인쇄소
인쇄소(印刷所)는 인쇄를 업무로 하는 곳을 말한다. 대형 신문의 경우 신문사가 취재, 편집, 조판, 인쇄, 배송의 시스템을 가지고 있는 것이 많지만, 다른 분야의 인쇄는 인쇄소의 일이다. 인쇄 회사는 건축 회사와 마찬가지로 수주 산업이다. 인쇄랑은 관련이 없는 사람이 인쇄를 만들려고 하면, 원고 작성 이후의 일은 모든 인쇄 회사에 의뢰하는 경우가 많았는데, 상업 인쇄에 DTP 도입 등의 과정에서 조판에 관해서는 다른 회사에서 할도 늘고있다.